# ISO 3166-2:AR
ISO 3166-2:AR – kody ISO 3166-2 dla  prowincji oraz miasta autonomicznego Buenos Aires w Argentynie opublikowane przez Międzynarodową Organizację Normalizacyjną.
Pierwsza część oznaczenia to kod Argentyny zgodnie z ISO 3166-1, natomiast druga część oznaczenia znajdująca się po myślniku to kod literowy jednostki administracyjnej.

## Kody ISO
| Kod ISO | Nazwa jednostki administracyjnej                          | Rodzaj jednostki administracyjnej |
| ------- | --------------------------------------------------------- | --------------------------------- |
| AR-C    | Buenos Aires                                              | miasto autonomiczne               |
| AR-B    | Buenos Aires                                              | prowincja                         |
| AR-K    | Catamarca                                                 | prowincja                         |
| AR-H    | Chaco                                                     | prowincja                         |
| AR-U    | Chubut                                                    | prowincja                         |
| AR-W    | Corrientes                                                | prowincja                         |
| AR-X    | Córdoba                                                   | prowincja                         |
| AR-E    | Entre Ríos                                                | prowincja                         |
| AR-P    | Formosa                                                   | prowincja                         |
| AR-Y    | Jujuy                                                     | prowincja                         |
| AR-L    | La Pampa                                                  | prowincja                         |
| AR-F    | La Rioja                                                  | prowincja                         |
| AR-M    | Mendoza                                                   | prowincja                         |
| AR-N    | Misiones                                                  | prowincja                         |
| AR-Q    | Neuquén                                                   | prowincja                         |
| AR-R    | Río Negro                                                 | prowincja                         |
| AR-A    | Salta                                                     | prowincja                         |
| AR-J    | San Juan                                                  | prowincja                         |
| AR-D    | San Luis                                                  | prowincja                         |
| AR-Z    | Santa Cruz                                                | prowincja                         |
| AR-S    | Santa Fe                                                  | prowincja                         |
| AR-G    | Santiago del Estero                                       | prowincja                         |
| AR-T    | Tucumán                                                   | prowincja                         |
| AR-V    | Ziemia Ognista, Antarktyda i Wyspy Południowego Atlantyku | prowincja                         |